# Laurent Hernu
Pour les articles homonymes, voir Hernu.
Laurent Hernu (né le 22 août 1976 à Creil) est un athlète français spécialiste des épreuves combinées.

## Carrière
Il s'illustre durant la saison 2003 en se classant cinquième des Championnats du monde de Paris, réalisant avec 8 280 points, la meilleure performance de sa carrière lors d'un décathlon. Il conclut l'année en prenant la troisième place du classement général de la Coupe du monde des épreuves combinées.
Il a été élu Entraineur de l'année 2014 par la Fédération Française d'Athlétisme. Il entraine notamment Marie Gayot.

## Palmarès
| Date | Compétition                           | Lieu                                  | Résultat | Discipline | Points |
| ---- | ------------------------------------- | ------------------------------------- | -------- | ---------- | ------ |
| 2000 | Coupe d'Europe                        | Oulu                                  | 2e       | Décathlon  | 7 943  |
| 2000 | Jeux olympiques                       | Sydney                                | 19e      | Décathlon  | 7 909  |
| 2001 | Coupe d'Europe                        | Arles                                 | 3e       | Décathlon  | 8 112  |
| 2001 | Championnats du monde                 | Edmonton                              | 8e       | Décathlon  | 8 280  |
| 2001 | Décastar                              | Talence                               | 2e       | Décathlon  | 8 213  |
| 2002 | Championnats d'Europe                 | Munich                                | 7e       | Décathlon  | 8 051  |
| 2003 | Championnats du monde en salle        | Birmingham                            | 7e       | Heptathlon | 5 988  |
| 2003 | Championnats du monde                 | Paris                                 | 5e       | Décathlon  | 8 218  |
| 2003 | Décastar                              | Talence                               | 1er      | Décathlon  | 8 219  |
| 2003 | Coupe du monde des épreuves combinées | Coupe du monde des épreuves combinées | 3e       | Décathlon  | 24 244 |
| 2004 | Coupe d'Europe                        | Tallinn                               | 2e       | Décathlon  | 7 921  |
| 2004 | Jeux olympiques                       | Athènes                               | 7e       | Décathlon  | 8 237  |
| 2005 | Championnats d'Europe en salle        | Madrid                                | 7e       | Heptathlon | 5 875  |

## Records
| Épreuve    | Performance | Lieu     | Date          |
| ---------- | ----------- | -------- | ------------- |
| Décathlon  | 8 280 pts   | Edmonton | 7 août 2001   |
| Heptathlon | 6 109 pts   | Aubière  | 1er mars 2003 |